# Бойні
Бойні — село в Україні, у Борівській селищній громаді Ізюмського району Харківської області. Засноване 1675 року.
Код КОАТУУ — 6321055101. Населення відповідно до перепису 2001 року складало 73 особи, 35 і 38 чоловіків та жінок відповідно.

## Географія
Село Бойні розташоване на лівому березі Оскільського водосховища, що на річці Оскіл, у місці злиття з ним річки Борова. Від водосховища село відділяє невеличкий сосновий бір. Село примикає до смт Борова. Через село проходить залізниця, найближча станція — Переддонбасівська. Селом також проходить автошлях Р79.

## Історія
1675 — дата заснування села.
12 червня 2020 року, відповідно до Розпорядження Кабінету Міністрів України № 725-р «Про визначення адміністративних центрів та затвердження територій територіальних громад Харківської області», увійшло до складу Борівської селищної громади.
19 липня 2020 року, в результаті адміністративно-територіальної реформи та ліквідації Борівського району, увійшло до складу Ізюмського району Харківської області.

## Населення

### Мова
Розподіл населення за рідною мовою за даними перепису 2001 року:
| Мова       | Кількість | Відсоток |
| ---------- | --------- | -------- |
| українська | 71        | 97.26%   |
| російська  | 2         | 2.74%    |
| Усього     | 73        | 100%     |